# Ivo Rüthemann
Ivo Rüthemann (* 12. Dezember 1976 in Widnau) ist ein ehemaliger Schweizer Eishockeyspieler, der unter anderem von 1999 bis 2014 beim SC Bern in der National League A spielte.

## Karriere
Ivo Rüthemann begann seine Karriere im Alter von sieben Jahren beim SC Rheintal (Schlittschuh Club Rheintal), wechselte dann 1994 für fünf Jahre zum HC Davos, wo er seine erste NLA-Saison bestritt. Ab der Saison 1999/2000 spielte er beim SC Bern, mit welchem er 2004, 2010 und 2013 Schweizer Meister wurde.
Im Jahr 2004 wurde Ivo Rüthemann zum Most Valuable Player (MVP), zum besten Schweizer Stürmer sowie zum meistunterschätzten Spieler der Schweiz gewählt.
Am 12. August 2008 erreichte er einen weiteren Meilenstein in seiner erfolgreichen Karriere. Rüthemann erbte das Amt des Mannschaftskapitäns von Martin Steinegger, der den SC Bern nach langjähriger Zugehörigkeit auf die Saison 2008/09 in Richtung Aufsteiger EHC Biel verliess.
Am 5. März 2013 absolvierte Ivo Rüthemann sein 1000. Spiel in der NLA, anlässlich eines Playoff-Viertelfinalspiels in Genf. Diesen Meilenstein hatten zuvor lediglich Gil Montandon, Martin Steinegger und Ronnie Rüeger erreicht. Nachdem der SC Bern in der Saison 2013/14 als amtierender Meister sensationell die Playoffs verpasst hatte, stellte Rüthemann in der Abstiegsrunde mit seinem 1072. NLA-Spiel einen neuen Rekord auf. Dieser wurde jedoch im Verlauf der Saison 2016/17 von Mathias Seger überboten. Anschliessend wurde seine Rückennummer 32 vom Berner Stadtclub gesperrt und unters Dach der PostFinance-Arena gehängt.

### International
Für die Schweiz nahm Rüthemann im Juniorenbereich an der Junioren-Europameisterschaft 1994 sowie der Junioren-B-Weltmeisterschaft 1995 und der Junioren-Weltmeisterschaft 1996 teil. Im Seniorenbereich spielte er für die Schweiz bei den A-Weltmeisterschaften 1998, 1999, 2000, 2002, 2004, 2005, 2006, 2007, 2009, 2010, 2011 und 2012 teil. Des Weiteren stand er im Aufgebot seines Landes bei den Olympischen Winterspielen 2002 in Salt Lake City, 2006 in Turin und 2010 in Vancouver.
Ivo Rüthemann bestritt am 24. April 2009 beim Auftaktspiel der Schweiz gegen Frankreich in Bern an der Eishockey-Weltmeisterschaft sein 220. Länderspiel für die Schweiz und war somit alleiniger Rekordnationalspieler im Schweizer Eishockey, wurde jedoch später von Mathias Seger übertroffen. Gesamthaft absolvierte Rüthemann 270 Länderspiele für die Schweiz, in denen er 49 Tore und 67 Assists erzielte.

## Erfolge und Auszeichnungen
- 2004 Schweizer Meister mit dem SC Bern
- 2004 Most Valuable Player der Nationalliga A
- 2010 Most Valuable Player der National League A[5]
- 2010 Schweizer Meister mit dem SC Bern
- 2013 Schweizer Meister mit dem SC Bern

## Karrierestatistik

### International
Vertrat die Schweiz bei:
| - U18-Junioren-Europameisterschaft 1994 - U20-Junioren-Weltmeisterschaft der Division I 1995 - U20-Junioren-Weltmeisterschaft 1996 - Weltmeisterschaft 1998 - Weltmeisterschaft 1999 - Weltmeisterschaft 2000 - Olympia 2002 - Weltmeisterschaft 2002 - Weltmeisterschaft 2004 | - Weltmeisterschaft 2005 - Olympia 2006 - Weltmeisterschaft 2006 - Weltmeisterschaft 2007 - Weltmeisterschaft 2009 - Olympia 2010 - Weltmeisterschaft 2010 - Weltmeisterschaft 2011 - Weltmeisterschaft 2012 |

(Legende zur Spielerstatistik: Sp oder GP = absolvierte Spiele; T oder G = erzielte Tore; V oder A = erzielte Assists; Pkt oder Pts = erzielte Scorerpunkte; SM oder PIM = erhaltene Strafminuten; +/− = Plus/Minus-Bilanz; PP = erzielte Überzahltore; SH = erzielte Unterzahltore; GW = erzielte Siegtore; 1 Play-downs/Relegation; Kursiv: Statistik nicht vollständig)